# Richard Witschge
Richard Witschge (* 20. září 1969) je bývalý nizozemský fotbalista. Jeho bratr Rob Witschge byl rovněž fotbalista a nizozemský reprezentant.

## Reprezentace
Richard Witschge odehrál 31 reprezentačních utkání, v nichž vstřelil 1 gól. S nizozemskou reprezentací se zúčastnil mistrovství světa 1990 a mistrovství Evropy 1996.

## Klubová kariéra
S FC Barcelona vyhrál Pohár mistrů evropských zemí 1991/92 a následně i Superpohár UEFA.

## Statistiky
| Nizozemsko | Nizozemsko | Nizozemsko |
| Roky       | Záp.       | Góly       |
| ---------- | ---------- | ---------- |
| 1990       | 11         | 0          |
| 1991       | 6          | 1          |
| 1992       | 2          | 0          |
| 1993       | 0          | 0          |
| 1994       | 0          | 0          |
| 1995       | 3          | 0          |
| 1996       | 7          | 0          |
| 1997       | 1          | 0          |
| 1998       | 0          | 0          |
| 1999       | 0          | 0          |
| 2000       | 1          | 0          |
| Celkem     | 31         | 1          |